# Frontera entre Dinamarca e Islandia
La frontera entre Dinamarca e Islandia es un límite internacional marítimo que discurre entre los océanos Atlántico y Ártico. Es un límite que también divide a América de Europa.

## Descripción
Consiste en dos segmentos que delimitan la zona económica exclusiva de Islandia desde Groenlandia, por un lado, y las Islas Feroe, por otro,  ambos naciones constituyentes del Reino de Dinamarca. Por tanto, esta frontera no está con la Dinamarca metropolitana propiamente.

## Historia
Esta frontera fue acordada en 1975 cuando Islandia extendió su zona económica exclusiva de 50 a 200 millas náuticas, y después se puso de facto en contacto con las zonas económicas exclusivas de Dinamarca. Esta extensión es la cuarta después de las de 1952, 1958 y 1972, sucesivas ampliaciones de la zona económica exclusiva islandesa en el origen de las guerras del Bacalao contra el Reino Unido.